# 纏擬鱥
纏擬鱥（学名：Pseudophoxinus maeandricus）是輻鰭魚綱鯉形目鯉科擬鱥屬的其中一個種，該物種於1960年由Werner Ladiges描述，分布於亞洲土耳其Büyük Mendere、Hotamis gölü、Aksaray及Nigde流域，體長可達7.9公分，棲息在植被茂密的溪流和沼澤中，因棲地破壞備受威脅。